# Ariomardo (hijo de Artabano)
Ariomardo era un comandante persa durante la invasión de Grecia (481-479 a. C.), donde dirigió, según Heródoto, a los caspios, pueblo de difícil identificación. Heródoto también lo hace hermano de "Artifio hijo de Artabano", otro comandante. Este Artabano se trata probablemente de un hermano menor del rey Darío I.

## Citas clásicas
- Heródoto, VII 67.